# Bataille de Maloïaroslavets
Sixième Coalition
Batailles
Campagne de Russie (1812)
- Liste des batailles
- Mir
- Moguilev
- Ostrovno
- Vitebsk
- Kliastitsy
- Smolensk
- 1re Polotsk
- Valoutina Gora
- Moskova
- Moscou
- Winkowo
- 2e Polotsk
- Maloïaroslavets
- Gorodnia
- Czaśniki
- Viazma
- Smoliani
- Krasnoï
- Bérézina

Campagne d'Allemagne (1813)
- Dantzig
- Lunebourg
- Möckern
- Lützen
- Bautzen
- Reichenbach
- Haynau
- Luckau
- Hoyerswerda
- Lauenbourg
- Goldberg
- Gross Beeren
- Katzbach
- Dresde
- Kulm
- Dennewitz
- Peterswalde
- Liebertwolkwitz
- Leipzig
- Hanau
- Sehested
- Torgau
- Hambourg

Campagne de France (1814)
- Sainte-Croix-en-Plaine
- Besançon
- Mayence
- Metz
- Saint-Avold
- 1re Saint-Dizier
- Brienne
- La Rothière
- Campagne des Six-Jours (Champaubert
- Montmirail
- Château-Thierry
- Vauchamps)
- Mormant
- Montereau
- Bar-sur-Aube
- Saint-Julien
- Laubressel
- Berry-au-Bac
- Craonne
- Coutures
- Laon
- Soissons
- Mâcon
- Reims
- Saint-Georges-de-Reneins
- Limonest
- Arcis-sur-Aube
- Fère-Champenoise
- 2e Saint-Dizier
- Meaux
- Claye
- Villeparisis
- Paris

- Feistritz
- Caldiero (en)
- Trieste
- Mincio

- Hoogstraten (de)
- Anvers
- Berg-op-Zoom
- Courtrai

La bataille de Maloïaroslavets eut lieu le 24 octobre 1812 lors de la guerre de la Sixième Coalition, pendant la campagne de Russie, entre l'avant-garde de la Grande Armée, commandée par Eugène de Beauharnais, et les forces d'Alexandre Ier. Les troupes franco-italiennes ne peuvent percer vers le sud, ce qui oblige Napoléon à évacuer la Russie par la route déjà suivie à l'aller, par une région dévastée et manquant de provisions, transformant la retraite de Russie en désastre.

## Contexte

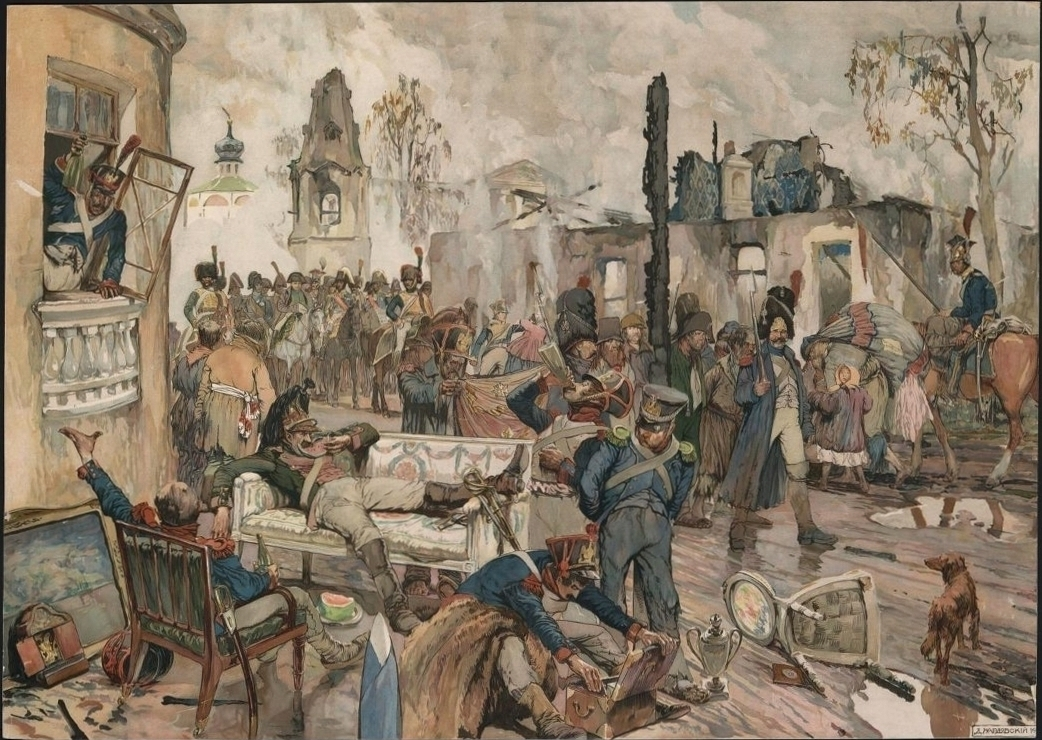
Pillage de Moscou par les Français, toile de Dmitri Kardovski, 1913.

Napoléon, qui quitte Moscou le 23 octobre, prévoit de regagner la France par Borovsk, Maloïaroslavets et Kalouga, à travers une région prospère et jusque-là épargnée par la guerre où il espère trouver du ravitaillement. Mais la Grande Armée, encombrée de blessés, de malades et de 15 000 chariots de butin, ne progresse qu'avec difficulté tandis que la cavalerie russe et la guérilla paysanne entravent ses communications. La défaite du corps de Murat à la bataille de Winkowo, le 18 octobre, réduit la marge de manœuvre des Français. Napoléon dispose de moins de 100 000 hommes face aux 110 000 hommes de Koutouzov, déployés au sud de Moscou, tandis que la 3e armée russe de Pierre Wittgenstein avance par le nord en direction de Brest-Litovsk.

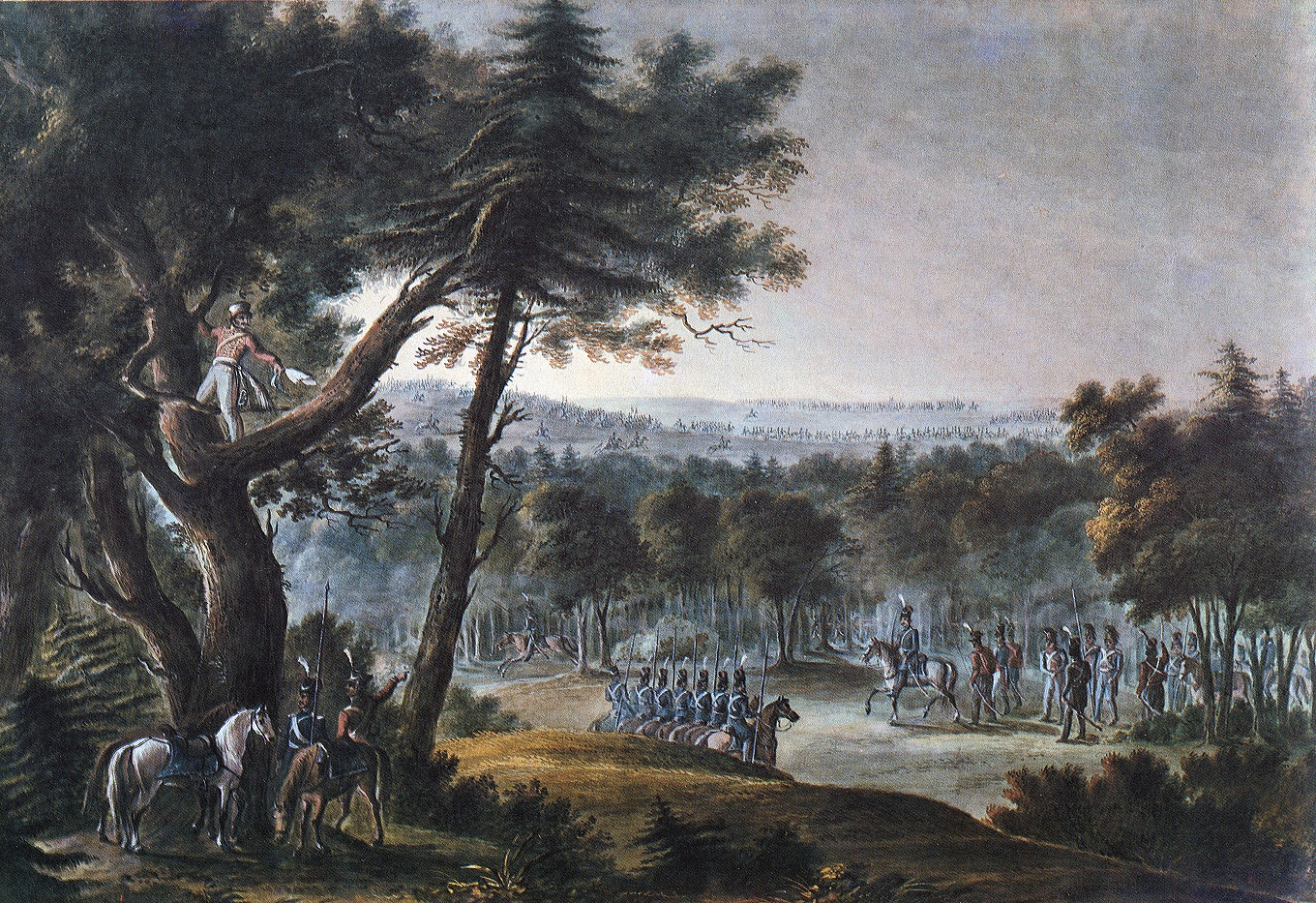
Le détachement du colonel Alexandre Seslavine découvre la marche de l'armée française. Peintre anonyme, 1820.

La pluie, qui tombe à verse le 21 octobre, ralentit l'armée française lourdement chargée sur la mauvaise route de Kalouga et lui ôte toute chance de devancer l'armée russe, supérieure en cavalerie. Napoléon envoie son beau-fils, Eugène de Beauharnais, commandant du 4e corps, en avant-garde avec 15 000 hommes pour frayer le chemin au gros de l'armée. La 13e division du général Delzons s'arrête juste au nord du bourg de Maloïaroslavets, qui commande un pont sur la rivière Louja, mais, faute d'instructions, néglige de s'en emparer. 

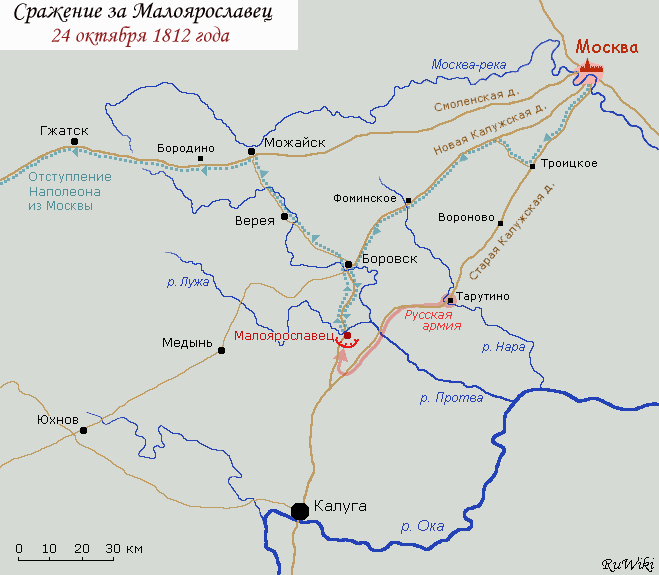
Marche des deux armées avant la bataille de Maloyaroslavets.

Le soir du 23 octobre, une troupe de partisans russes, commandés par le colonel Alexandre Seslavine, capture plusieurs officiers français et apprend que Napoléon a quitté Moscou avec la Garde impériale pour se diriger vers le sud-est. Koutouzov, tiré du lit, se réjouit de cette nouvelle qui justifie ses prévisions et tombe à genoux devant une icône : « O Seigneur, mon Créateur ! Enfin, Tu as entendu notre prière, et dès cet instant, la Russie est sauvée ! » Il ordonne au 6e corps de Dmitri Dokhtourov, avec 20 000 hommes et 90 canons, de se diriger vers Maloïaroslavets. Mais il hésite à mettre en mouvement le gros de l'armée, rassemblée au camp de Taroutino, à 25 km de Maloïaroslavets, et perd du temps à rassembler ses chevaux dispersés dans les pâturages.

## La bataille

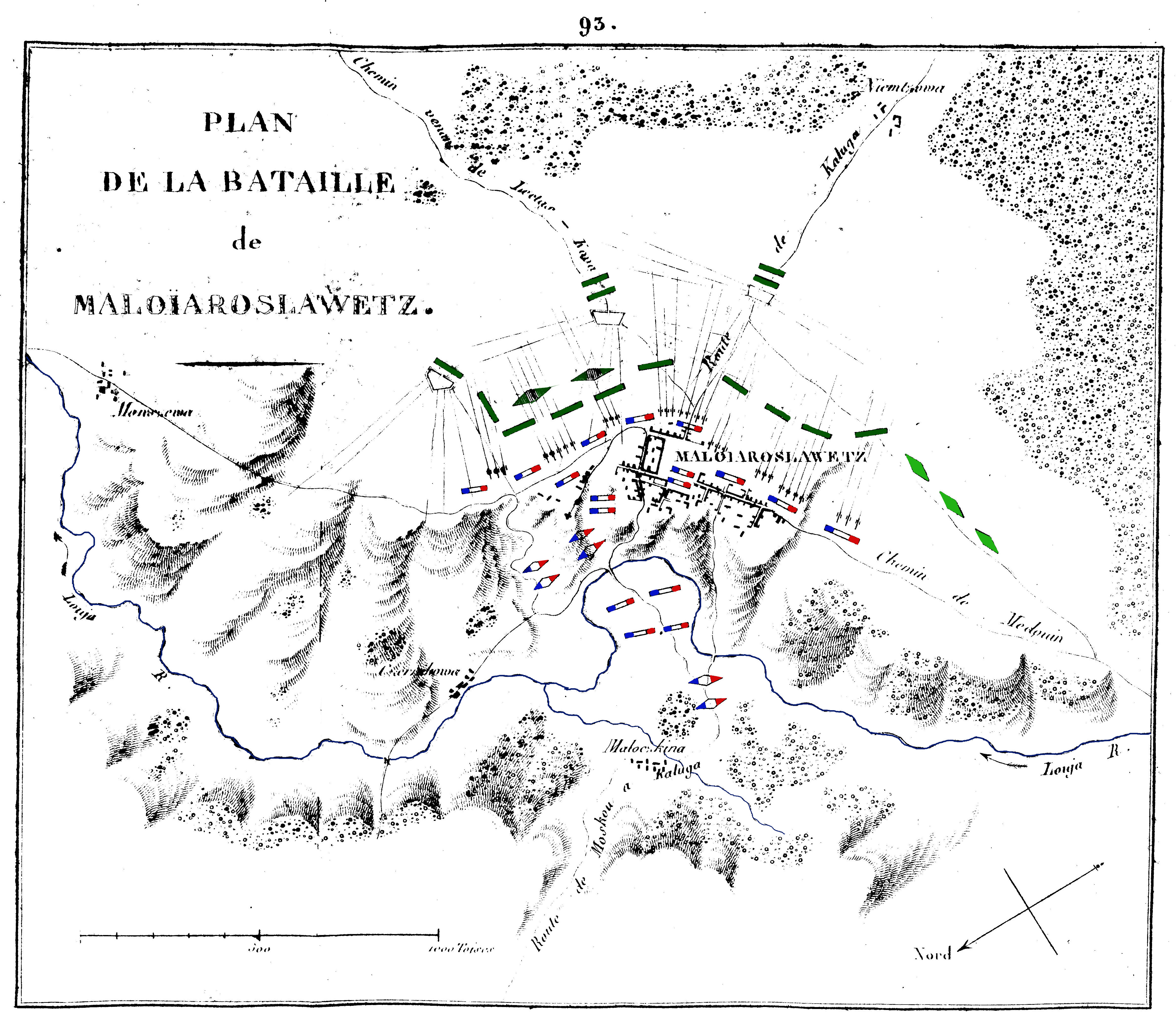
Positions des deux armées autour du bourg de Maloïaroslavets.

Le corps de Dokhtourov prend position à Maloïaroslavets le matin du 24 octobre. Il déloge deux bataillons français qui étaient entrés dans le bourg mais, à son tour, tarde à attaquer le pont et laisse le temps à plusieurs bataillons français de le traverser. Les Russes ont alors la supériorité en infanterie avec 12 000 hommes contre 5 500. L'artillerie russe prend position dans le bourg, bâti sur une hauteur. Pendant toute la journée, les attaques et contre-attaques se succèdent : le bourg change de mains sept fois. Les Français ne peuvent avancer sans se trouver sous le feu des batteries russes tandis que les attaques russes vers le pont se heurtent aux tirs de l'artillerie française. Eugène doit envoyer en renfort la 14e division du général Broussier, puis la 15e division de l'armée italienne commandée par  Domenico Pino. Il fait demander des instructions à Napoléon qui, mécontent qu'Eugène ait engagé le combat sans son ordre, répond : « Retournez auprès du vice-roi et dites-lui que, puisqu'il a commencé à boire la coupe, il faut qu'il l'avale. » Le bourg, construit en bois, prend feu : le combat se prolonge au milieu de l'incendie tandis qu'hommes et pièces d'artillerie doivent passer en écrasant des amas de cadavres.

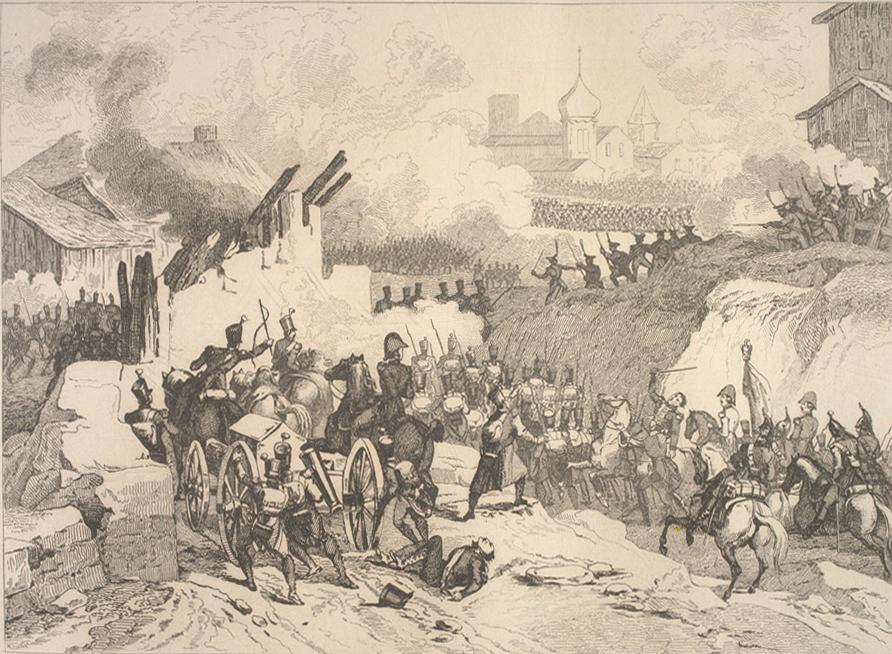
Bataille de Maloyaroslavets, gravure de Jean-Baptiste Réville, la mort du général Delzons.

Koutouzov, avec réticence, fait avancer en renfort le 7e corps de Raïevski qui entre dans la bataille vers 15 h., tandis que les 3e (Gérard) et 5e divisions (Compans) surviennent du côté français. Puis Koutouzov, toujours prudent, fait reculer ses troupes hors de portée des canons français. Ce n'est qu'à la tombée de la nuit que les deux corps de Miloradovitch, qui avaient passé la journée à chercher l'avant-garde de Murat, arrivent à marche forcée devant Maloïaroslavets. Koutouzov a alors une forte supériorité numérique, avec plus de 600 canons, face à Eugène qui n'a plus que 12 000 hommes valides du 4e corps et environ 11 000 empruntés au 1er corps, et 230 canons. Dans l'état-major russe, Karl Wilhelm von Toll est partisan d'attaquer en masse tandis que Bennigsen conseille de reposer l'armée et d'attendre les Français le lendemain en position défensive : Koutouzov répond qu'il ne se sent pas la témérité d'un « hussard » et se rallie à l'avis de Bennigsen. La bataille se termine par des fusillades éparses sans résultat décisif.

## Pertes et conséquences

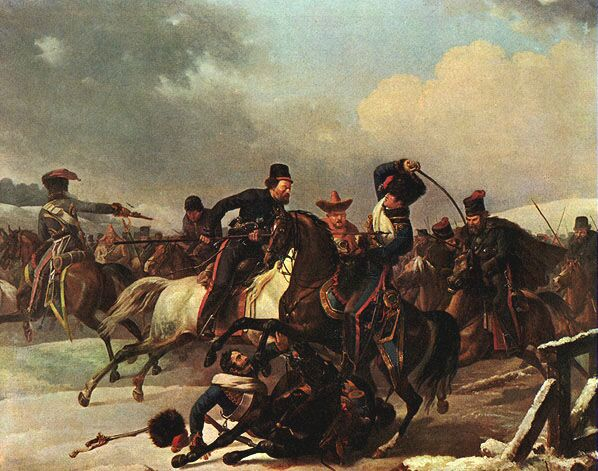
Combat entre cavaliers français et cosaques, toile d'Auguste-Joseph Desarnot, XIXe s.

Eugène perd 5 000 hommes, les Russes 6 000. Des combats sporadiques ont lieu le lendemain matin mais ce jour est plus célèbre pour être celui où des cosaques faillirent capturer Napoléon. En effet il voulait s'assurer lui-même si les Russes étaient toujours en position ou s'ils battaient en retraite. Il demanda à ce qu'on lui apporte ses chevaux. Berthier essaya de le convaincre de ne pas sortir car il ne connaît pas les positions des unités et il fait encore nuit. Il y avait un risque que les cosaques surgissent. Un aide de camp d'Eugène confirma la retraite des Russes. Napoléon ne veut pas attendre et décide de sortir. Des cris se font entendre, le général Rapp hurle : "Arrêtez sire, à l'avant garde ce sont les cosaques !". Napoléon lui confia une dizaine de chasseurs de piquet qui l'entourait afin de partir en avant. Napoléon se retrouve seul avec Berthier et Caulaincourt, ils ne voient pas à 20 mètres mais entendent des cris et le bruit des coups de sabre. Ils tirent leur épée. Le reste du piquet rattrape Napoléon, puis quatre escadrons arrivent. Au lever du jour, un millier de cosaques couvraient la plaine. Après cela, il prend l'habitude de porter un sac de poison à son cou pour échapper à la capture.
Napoléon hésite sur la route à tenir : en rassemblant ses forces dispersées, il pourrait aligner 72 000 hommes et 400 canons. Murat, qui veut venger sa défaite de Winkowo, et Bessières recommandent de forcer le passage vers Kalouga pour prendre la route du sud : cependant, ils reconnaissent que même en cas de victoire de l'infanterie, la cavalerie épuisée ne serait pas en état de poursuivre les Russes. Le général Mouton souhaite, au contraire, prendre « la route la plus courte et la plus connue », par Mojaïsk et Smolensk. Bessières, pour la première fois, dit qu'il ne s'agit plus de gagner une bataille mais de permettre la « retraite » de l'armée : c'est la première fois que ce mot tabou est prononcé en présence de l'empereur. Le 26 octobre, Napoléon, ne voulant pas engager une bataille générale contre les forces de Koutouzov dans une position défavorable, décide de reculer et de reprendre la grande route de Moscou à Smolensk, zone déjà ravagée par les pillages des Français et la stratégie de terre brûlée des Russes. Cette décision transformera la retraite de Russie en désastre.

## Sources
- Charles Napoléon et Michel-Antoine Burnier, Napoléon, mon aïeul, cet inconnu, Paris, Pocket, coll. « Pocket » (no 14443), 2011, 535 p. (ISBN 978-2-266-20448-4, OCLC 758700248, BNF 42359155)
- Jean Tulard (dir.), L'Europe de Napoléon, Horvath, 1989.¨
- Curtis Cate, La Campagne de Russie - 1812, Tallandier, 2006.
- Jacques-Olivier Boudon, Napoléon et la campagne de Russie. 1812, Paris, Armand Colin, 2012.  (ISBN 978-2-200-25765-1)